# Ceropsilopa
Ceropsilopa is een vliegengeslacht uit de familie van de oevervliegen (Ephydridae).

## Soorten
- C. adjuncta Cresson, 1925
- C. coquilletti Cresson, 1922
- C. costalis Wirth, 1956
- C. dispar Cresson, 1922
- C. mellipes (Coquillett, 1900)
- C. nasuta Cresson, 1917
- C. staffordi Cresson, 1925